# 小行星4067
小行星4067（英語：4067 Mikhelʹson）是一颗围绕太阳公转的小行星。1966年10月11日，尼古拉·切爾尼赫在克里米亚发现了此天体。
这颗小行星的绝对星等为90.83359等。